# Nina Protczenko
Nina Protczenko z domu Kaźmina (ros. Нина Протченко (Казьмина), ur. 3 października 1935) – radziecka lekkoatletka, specjalistka skoku w dal, medalistka mistrzostw Europy z 1958.
Zdobyła brązowy medal na mistrzostwach Europy w 1958 w Sztokholmie, przegrywając jedynie z reprezentantką Niemiec Liesel Jakobi i swą koleżanką z reprezentacji ZSRR Walentiną Litujewą.
Była mistrzynią ZSRR w skoku w dal w 1957.
Jej rekord życiowy w skoku w dal wynosił 6,28 m (ustanowiony 17 sierpnia 1957 w Moskwie).